# Arnold van den Bergh (notaris)
Mr. Arnold van den Bergh (Oss, 20 januari 1886 – Chelsea (Londen), 28 oktober 1950) was een Nederlands notaris. Hij was tijdens de Tweede Wereldoorlog lid van de Joodse Raad. In januari 2022 kwam Van den Bergh postuum in het nieuws omdat een groep onderzoekers hem aanwees als hoofdverdachte die de onderduikers in Het Achterhuis aan de Duitsers zou hebben verraden. Verschillende Nederlandse historici waren zo kritisch over de conclusies van het onderzoek, dat het boek waarin het onderzoek was beschreven inclusief de conclusies over Van den Bergh, in maart 2022 door de uitgever uit de handel werd gehaald.

## Biografie
Van den Bergh werd geboren in Oss en behoorde als kleinzoon van Daniël van den Bergh tot de zogenaamde Bergoss-tak van die familie. Arnolds oudoom Simon van den Bergh stond mede aan de wieg van het Unilever-concern. In 1908 behaalde Arnold van den Bergh zijn Notarieel Staatsexamen en begin 1909 werd hij als kandidaat-notaris in Amsterdam aangenomen. Hij trouwde op 8 juni 1920 in Enschede met Auguste Kan (1899-1968). Op 26 januari 1923 werd Van den Bergh benoemd tot notaris in Amsterdam. In 1938 fuseerde zijn notariskantoor met dat van notaris E. Spier. Het kantoor bleef eerst aan de Sarphatistraat gevestigd, maar verhuisde in april 1939 naar het Westeinde. Intussen was Van den Bergh in 1936 secretaris van het Nederlands Israëlitisch Armbestuur geworden.
Na de bezetting van Nederland door de nazi's behield Van den Bergh in eerste instantie zijn functie. Toen Alois Miedl in juli 1940 met rijksmaarschalk Hermann Göring het onroerend goed van Jacques Goudstikker en de collectie Goudstikker kocht, was Van den Bergh de notaris bij deze transactie. Omdat hij joods was werd hij op 21 februari 1941 door de Duitsers uit zijn ambt gezet. Op 13 februari werd hij bij de oprichting lid van de Joodse Raad. Van den Bergh beschikte over een Sperre zodat zijn gezin niet op transport werd gesteld, en slaagde er zelfs in zich door Hans Calmeyer te laten ariseren. Een collega-notaris maakte daar echter met succes bezwaar tegen, waarna zijn arisering werd ingetrokken. Hij mocht daarom geen notaris blijven. Op 9 september 1943 meldde De Residentiebode, dat in de vacature A. van den Bergh een andere notaris was benoemd. Diezelfde maand werd de Joodse Raad opgeheven. Begin 1944 werd een notaris aangewezen als waarnemer van het notariskantoor van Van den Bergh.
In 1943 lukte het Van den Bergh voor zijn dochters onderduikadressen te vinden; een tweeling kreeg onderdak in Noord-Scharwoude, dochter Annie-Marie in Sprundel. Zij haalden het einde van de oorlog. Van den Bergh en zijn vrouw zaten vanaf eind 1943 ondergedoken in Laren.
Na de oorlog werd Van den Bergh op 23 mei 1945 weer in zijn ambt als notaris hersteld. Begin juni hervatte hij zijn praktijk, aanvankelijk aan de Keizersgracht. Begin augustus was zijn kantoor weer verenigd met dat van notaris Spier en werkten zij opnieuw vanaf het vooroorlogse adres aan het Westeinde. Hij werd voorzitter van De Joodse Invalide; in 1947 droeg hij als waarnemend voorzitter van De Joodse Invalide het gebouw aan de gemeente Amsterdam over. en van de Nederlands Israëlitische Instelling voor Sociale Arbeid (N.I.I.S.A.), en bestuurslid van de Maatschappij tot nut der Israëlieten in Nederland, en was lid van de B'nai B'rith Loge Hilleel. Ook in niet-joodse kringen was hij een bekende persoonlijkheid.
Van den Bergh overleed op 64-jarige leeftijd aan kanker en liet zijn echtgenote en drie dochters achter. Hij werd op 1 november 1950 op de Joodse begraafplaats te Muiderberg begraven.

## Het Achterhuis
Volgens een in januari 2022 gepubliceerd boek over een onderzoek zou Van den Bergh de onderduikers van Het Achterhuis hebben verraden, in een poging zijn eigen gezin te redden. Verschillende Nederlandse historici kwamen tot de conclusie dat die beschuldiging geen hout snijdt. Naar aanleiding van die kritiek besloot de uitgever in maart 2022 om het boek uit de handel te halen. Twee vertegenwoordigers van het Cold Case Team publiceerden een verweer waarin ze hun eindconclusie verdedigden.